# Richard Saeger
Richard Saeger (n. 4 martie 1964, Rochester, New York, SUA) este un înotător ce a reprezentat Statele Unite ale Americii, medaliat olimpic. A participat la o ediție a Jocurilor Olimpice (1984) în care a câștigat o medalie de aur.

## Participări
Lista de mai jos prezintă principalele competiții la care a participat Richard Saeger de-a lungul carierei.
- Jocurile Olimpice de vară din 1984